# Ian S. E. Carmichael
Ian Stuart Edward Carmichael (* 29. März 1930 in London; † 26. August 2011 in Berkeley, Kalifornien) war ein britisch-US-amerikanischer Geologe, Petrologe und Geochemiker.

## Leben
Sein Vater E. A. Carmichael war Neurologe am National Hospital in London. Carmichael wuchs in Haywards Heath bei London auf und besuchte die Schule in Westminster, wobei er auch als Austauschschüler in den USA war und dort Kurse an der Colorado School of Mines besuchte. Danach leistete er zwei Jahre als Fallschirmjäger Dienst in der British Army in Ägypten, Palästina und dem Sudan. Er studierte an der University of Cambridge Geologie und Mineralogie mit dem Bachelor-Abschluss 1954 und prospektierte danach Kupfer in Nord-Ontario und überwinterte in der kanadischen Arktis, während er an der Distant Early Warning Line kartografierte. Er wurde 1958 an der Universität London in Geologie bei George P. L. Walker promovierte (über die rhyolithischen magmatischen Gesteine des erloschenen Thingmuli-Vulkans auf Island). Ab 1958 war er Lecturer am Imperial College London, wo er sich schon zusammen mit William S. MacKenzie mit experimenteller Petrologie befasste, insbesondere der Kristallisation von Feldspaten in rhyolithischen Magmen.
1963 war er zu einem halbjährigen Aufenthalt an der University of Chicago, wo er erstmals elektronenmikroskopische Techniken der chemischen Analyse anwandte (Electron Microprobe). Da er seine Forschung dort fortsetzen wollte, was ihm das Imperial College nicht genehmigte, kündigte er dort. Ab 1964 war er an der University of California, Berkeley, an der er 1965 Associate Professor und ab 1967 Professor für Geologie wurde (1967/68 als Miller Research Professor). Von 1972 bis 1976 sowie von 1980 bis 1982 stand er dort der Fakultät für Geologie vor; von 1976 bis 1978 und von 1985 bis 2000 war er Associate Dean. 1986 bis 2000 war er außerdem Associate Provost für Forschung. Ab 1996 war er Direktor der Lawrence Hall of Science in Berkeley (dem öffentlichen Wissenschaftszentrum der Universität) und 1996 bis 1998 Acting Director des Botanischen Gartens der Universität.
Carmichael war in den 1960er Jahren an der Etablierung moderner quantitativer Methoden in der Petrologie magmatischer Gesteine beteiligt (vorher war dieses Gebiet im Gegensatz zu metamorphen Gesteinen eher beschreibend angegangen worden), die er sowohl theoretisch als auch durch Feldstudien und im Experiment erforschte. Dazu besuchte er anfangs (teilweise zusammen mit seinen Studenten) die regulären Thermodynamik Kurse der Universität und erlernte Methoden der Hochtemperatur-Thermodynamik bei den Materialwissenschaftlern. In den 1970er und 1980er Jahren erforschte er dann die physikalisch-chemischen Eigenschaften magmatischer Schmelzen im Experiment, wobei ihm seine Expertise in nasser Chemie aus seiner Londoner Zeit nützlich wurde. Er wandte auch NMR-Techniken an und entwickelte mit seinem Studenten Mark Ghiorso (* 1954) Computercodes für kristalline Schmelzen (in erster Version 1983 veröffentlicht), die dann zur Entwicklung der thermodynamischen Theorie des Kristall-Flüssigkeits-Gas-Phasengleichgewichts von Magmen dienten. Er unternahm auch Feldstudien an Vulkanen zum Beispiel in Afrika, Alaska, Neuguinea, Neuseeland und besonders intensiv in Mexiko und untersuchte die Ablagerungsprodukte der Long Valley Caldera in Kalifornien.
1991 erhielt er die Arthur-L.-Day-Medaille, 1986 den Bowen Award der American Geophysical Union, 1992 die Schlumberger Medal der Mineralogical Society of Great Britain und er erhielt 1995 die Murchison-Medaille. Er war Fellow der Royal Society sowie der Geochemical Society, der Geological Society of America, der Mineralogical Society of America (deren Roebling Medal er erhielt) und der American Geophysical Union. 1992 war er Guggenheim Fellow. 1973 bis 1990  war er Herausgeber von Contributions to Mineralogy and Petrology.
Er war US-amerikanischer Staatsbürger.

## Schriften
- mit John Verhoogen, Francis John Turner Igneous Petrology, McGraw Hill 1974